# 舊季莫什基諾
旧季莫什基诺（羅馬化：Starotimoshkino）是俄罗斯乌里扬诺夫斯克州的市级镇，为该州巴雷什区第二大聚居地、最大市级镇。地处乌里扬诺夫斯克州中部，位于伏尔加河流域斯维亚加河一支流小斯维亚加河畔，在区行政中心巴雷什东北、州府乌里扬诺夫斯克西南方。
该地2022年人口有3,208人；2010年人口3,897；2002年人口4,097；1989年人口4,556。